# Elizabeth C. Crosby
Elizabeth C. Crosby (Petersburg, 25 de outubro de 1888 – 28 de julho de 1983) foi uma neuroanatomista estadunidense. Em 1979, Crosby recebeu a Medalha Nacional de Ciências do presidente Jimmy Carter "por excepcionais contribuições à neuroanatomia comparativa e humana e por síntese e transmissão de conhecimento de todo o sistema nervoso do filo dos vertebrados." Suas "cuidadosas descrições" de cérebros de vertebrados - especialmente répteis - ajudaram a "contornar a história da evolução" e seu trabalho como assistente clínica de disgnóstico de neurocirurgiões resultaram na "correlação entre anatomia e cirurgia".
Embora não possuísse formação médica, ela alcançou destaque na área de neuroanatomia, sendo a primeira mulher a ocupar uma cátedra titular na Faculdade de Medicina da Universidade de Michigan e a primeira a ser agraciada com o Prêmio de Realização do Corpo Docente Distinto da Universidade.